# Talsperre Mostiště
Die Talsperre Mostiště ist ein Stausee in Tschechien. 

## Geographie
Die Talsperre liegt in der Křižanovská vrchovina („Krischanauer Bergland“) etwa viereinhalb Kilometer nördlich der Stadt Velké Meziříčí. Der Damm befindet sich zwischen den Dörfern Olší nad Oslavou und Vídeň. Unterhalb des Dammes liegt die Mühle Nedomův Mlýn.

## Geschichte
Die Talsperre wurde zwischen 1957 und 1961 errichtet. Zum Zeitpunkt der Fertigstellung war das Bauwerk mit seinem aus 333.000 m³ Schutt und Beton bestehenden Damm die Talsperre mit dem größten Schüttdamm in der Tschechoslowakei.
Über eine Kaplan-Turbine von 0,4 MW Leistung dient die Talsperre auch der Stromerzeugung.